# Judith Van Couvering
Judith Anne Van Couvering (* 20. Februar 1938 in Tulsa, Oklahoma, USA; † 13. August 2019) war eine US-amerikanische Paläoökologin und Professorin an der University of Colorado Boulder. Ihr Spezialgebiet war die Stammesgeschichte der afrikanischen Buntbarsche. In Zusammenarbeit mit ihrem zeitweiligen Ehemann John Van Couvering publizierte sie auch Fachartikel auf dem Gebiet der Paläoanthropologie, einige davon unter ihrem Geburtsnamen Judith Anne Harris.

## Leben
Judith Anne Van Couvering erwarb den akademischen Grad Bachelor of Arts im Fach Paläontologie an der University of California, Berkeley und promovierte 1972 über fossile Buntbarsche an der Fakultät für Geologie der University of Cambridge in England. Ort ihrer Studien waren jahrzehntelang die Lagerstätten auf Rusinga Island, einer zu Kenia gehörenden Insel im Victoriasee. Unter anderem entdeckte sie dort fünf neue fossile Buntbarsch-Arten und beschrieb diese in ihrer Dissertation. Ermutigt und finanziell unterstützt wurden die Anfänge ihrer Forschungsarbeit insbesondere von Louis Leakey.
Gemeinsam mit dem Geologen John Van Couvering, der Anfang der 1970er-Jahre die Sedimente der Fossillagerstätten von Rusinga Island datiert hatte, widmete sie sich zudem den zahlreichen Funden von fossilen Landwirbeltieren auf Rusinga Island und später auch der Erforschung der fossilen Säugetier-Fauna von Fayyum in Ägypten. Nach ihrer Pensionierung arbeitete sie an einem Lehrbuch, das unter dem Titel Principles of Continental Paleoecology von Kenneth Carpenter fertiggestellt und postum veröffentlicht werden soll.
Neben ihrer Professur an der University of Colorado war sie Kuratorin für Wirbeltier-Paläontologie am University of Colorado Museum of Natural History. Ihr und ihrem Ehemann zu Ehren wurde die Typusart der Primaten-Gattung Nyanzapithecus, Nyanzapithecus vancouveringi benannt. Sie starb nach langer Krankheit im Alter von 81 Jahren und hinterließ ihre Ehefrau Mary Ann Ziob, ihren früheren Ehemann John Van Couvering sowie vier mit ihm gemeinsame Kinder.

## Schriften (Auswahl)
- mit Peter Andrews et al.: The Miocene fossil beds of Maboko Island, Kenya: Geology, age, taphonomy and palaeontology. In: Journal of Human Evolution. Band 10, Nr. 1, 1981, S. 35–48, doi:10.1016/S0047-2484(81)80024-3.
- Fossil cichlid fish of Africa. In: Palaeontological Association (Hrsg.): Special Papers in Palaeontology. Band 29, 1982, S. 1–103. ISBN 978-0-901702-24-1.
- mit John Van Couvering: Late Eocene age of Fayum mammal faunas. In: Journal of Human Evolution. Band 21, Nr. 4, 1991, S. 241–260, doi:10.1016/0047-2484(91)90106-6.
- Ecosystem structure and growth of the African savanna. In: Global and Planetary Change. Band 8, Nr. 4, 1993, S. 231–248, doi:10.1016/0921-8181(93)90011-C.
- mit John Van Couvering: Mock aridity and the paleoecology of volcanically influenced ecosystems. In: Geology. Band 23, Nr. 7, 1995, S. 593–596, doi:10.1130/0091-7613(1995)023<0593:MAATPO>2.3.CO;2.

## Belege
1. ↑  Peter Andrews: Judith Van Couvering, née Harris (1938–2019). In: Journal of Human Evolution. Band 143, 2020, S. 102783, doi:10.1016/j.jhevol.2020.102783.
2. ↑  Judith Anne Harris Van Couvering: Palaeontology and comparative osteology of some African cichlid fishes. Diss. (PH.D.), University of Cambridge, Cambridge 1972, doi:10.17863/CAM.31131.
3. ↑  Judith Harris, Emeritus Curator of Vertebrate Paleontology. Auf: colorado.edu/cumuseum, zuletzt abgerufen am 19. Februar 2022.

| Personendaten    | Personendaten                                                                      |
| ---------------- | ---------------------------------------------------------------------------------- |
| NAME             | Van Couvering, Judith                                                              |
| ALTERNATIVNAMEN  | Van Couvering, Judith Anne (vollständiger Name); Harris, Judith Anne (Geburtsname) |
| KURZBESCHREIBUNG | US-amerikanische Paläoökologin                                                     |
| GEBURTSDATUM     | 20. Februar 1938                                                                   |
| GEBURTSORT       | Tulsa, Oklahoma, USA                                                               |
| STERBEDATUM      | 13. August 2019                                                                    |